# Savoia-Marchetti S.73
Le Savoia-Marchetti S.73 était un avion de transport civil trimoteur élaboré par la société Savoia-Marchetti à partir de 1934.

## Caractéristiques générales
- Équipage : 4
- Capacité : 18 passagers + 362,9 kg de bagages
- Longueur : 17,4435 m
- Envergure : 23,99452 m
- Hauteur : 4,60 m
- Surface de l'aile : 92,97 m2
- Poids à vide : 5 788 kg
- Poids brut : 9 280 kg
- Capacité de carburant : 3 950 L
- Groupe motopropulseur : 3 × moteurs Piaggio Stella P.IX RC à piston radial refroidis par air de 9 cylindres, 520 kW (700 ch) chacun
  - (prototype équipé de moteurs radiaux Gnome-Rhone 9Kfs de 3 x 447,42 kW (600 ch))
- Hélices : métal à 3 pales à pas variable

## Utilisateurs

### Civil
Belgique
- SABENA

 Tchécoslovaquie
- CSA

 Royaume d'Italie
- Ala Littoria
- Avio Linee Italiane

### Militaire
Belgique
- Belgian Air Force

 Royaume d'Italie
- Regia Aeronautica
- Aéronautique co-belligérante italienne[1]

 Royaume-Uni
- Royal Air Force

## Dans la bande dessinée
Un Savoia-Marchetti S.73, appartenant à Sabena, peint dans sa livrée habituelle (jaune) apparaît dans l'album de Tintin Le Sceptre d'Ottokar datant de la fin des années 1930 : Tintin et le professeur Halambique embarquent à son bord de l'aérodrome de Haren (Bruxelles), à destination de Prague, via une escale à Francfort. Le même avion apparait également dans la dernière case de l'édition de 1943 de L'Île Noire.